# Fleming Glacier
Fleming Glacier – rozległy lodowiec w zachodniej części Półwyspu Antarktycznego, spływający do Forster Ice Piedmont na wschód od Lodowca Szelfowego Wordiego.
Lodowiec został zbadany w 1936 roku podczas Brytyjskiej Ekspedycji do Ziemi Grahama (ang. British Graham Land Expedition, (BGLE)) pod dowództwem Johna Rymilla (1905–1968), sfotografowany 29 września 1940 roku w ramach wyprawy United States Antarctic Service. Otrzymał swoją nazwę w 1947 roku na cześć dziekana kolegium Trinity Hall Uniwersytetu w Cambridge – Williama Launcelota Scotta Fleminga, który pracował dla BGLE jako główny geolog i kapelan.